# Cratere Sköll
Sköll è un cratere sulla superficie di Callisto.